# C. A. Schmalz
Cäsar Adolf Schmalz (* 11. Februar 1887 in Staldendorf, Gemeinde Konolfingen; † 21. November 1966 in Heimberg BE) war ein Schweizer Zeichner, Keramiker, Töpfer, Plastiker und Maler. Er schuf Mosaike und Sgraffiti an öffentlichen Gebäuden. Als Heraldiker war er Mitgestalter der Gemeindewappen von Heimberg und Konolfingen; die erste Fahne des eidgenössischen Jodlerverbandes geht auf ihn zurück. Des Weiteren schuf er Illustrationen für Vereinsjubiläen und in Büchern und Notenheften der Jodlerbewegung.

## Leben
Cäsar Adolf Schmalz machte nach Abschluss der Schulzeit an der Sekundarschule Grosshöchstetten eine dreijährige Lehre als «gewerblicher Zeichner» am Kantonalen Gewerbemuseum Bern unter Paul Wyss, mit zusätzlichen Töpferkursen. Er verrichtete Arbeit in verschiedenen Töpfereien im Raum Steffisburg – Heimberg, Arbeiten von ihm wurden bei Wettbewerben prämiert. 
In den Jahren 1908/1909 war er mit einem Staatsstipendium unterwegs in Südfrankreich, Madrid, Barcelona und Paris. Er unternahm Studien im Prado und hatte Arbeit in Manufakturen in Barcelona und Paris (Lachenal). Er hatte Begegnung mit und Auftragsarbeit für Auguste Rodin. 
Ins Jahr 1921 fällt sein Erwerb des kleinen Bauernhauses «Rebli» über der Aare in Heimberg. Er war tätig als Kleinbauer, Töpfer und Plastiker (Teller / Platten / Pokale für Vereine, Kleinplastiken) als Broterwerb. 1931 und 1932 wirkte als Lehrer an der Ecole suisse de Céramique in Lausanne. Er gab Modellierkurse an der Volkshochschule. Des Weiteren verfolgte er einen Auftrag als Restaurator am Schlossmuseum Thun. Schmalz war 1932 bis 1935 Mitglied der «Freien Gruppe bernischer Maler und Bildhauer».
Bei seinem Wirken als Kunstkeramiker verrichtete Schmalz alle Schritte vom Lehmabbau aus dem eigenen Grundstück bis zum fertigen Werkstück eigenhändig. Er experimentierte mit verschiedenen Tonmischungen.  Vorherrschend sind keramische Malereien zu aktuellen oder historischen Ereignissen. Diese ersetzen die traditionelle, meist ornamentale Bemalung durch Ausmacherinnen (Malerinnen) in den Heimberger Töpfereien. 

## Ausstellungen
- 1912: Weihnachtsausstellung, Kunstmuseum Bern.
- 1913: Wettbewerb für Reise- und Ausstellungsandenken S. L. A. B. 1914. Schweizerische Landesausstellung.
- 1922: 1er Exposition nationale d’Art appliqué, Schweizerischer Werkbund, Lausanne.
- 1930: zusammen mit Albert Häubi; Gasthaus zum Ochsen, Münsingen.
- 1930: zusammen mit Walter Krebs; Zunfthaus zur Meisen, Zürich.
- 1931: zusammen mit Walter Krebs; Basel.
- 1932: mit Roman Tschabold und Etienne Clare; Thun.
- 1934: Falkensaal, Thun.
- 1944: Thun.
- 1955: MOWO, Bern.
- 2016: Gedenkausstellung zum 50. Todestag, Heimberg BE.